# タクナ装飾噴水

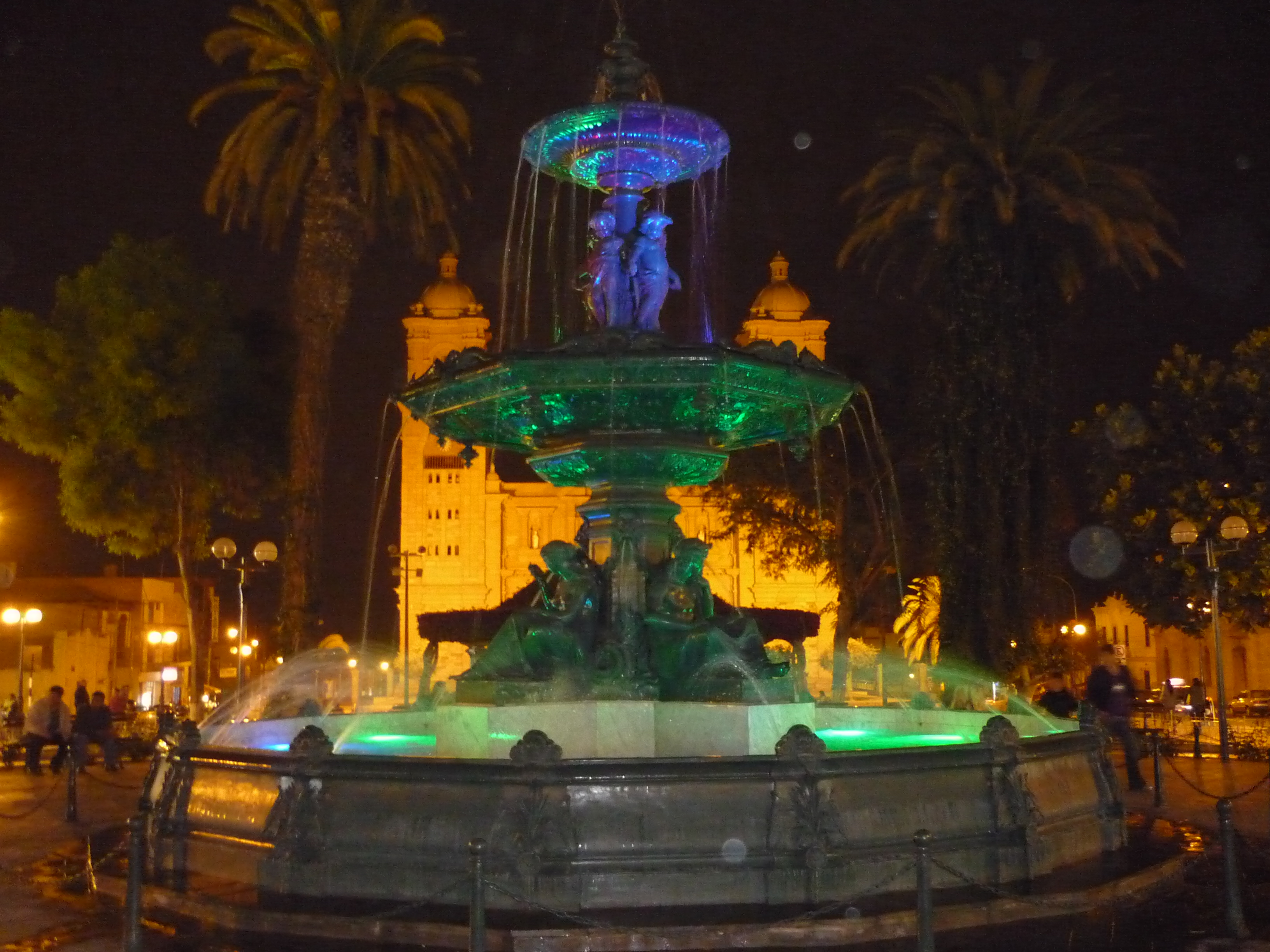
タクナ装飾噴水

タクナ装飾噴水（たくなそうしょくふんすい）とは、ペルーのタクナにある装飾噴水。
タクナ中心部のパセオ・シビコ、タクナ大聖堂前に設置されており、高さ6mの噴水。
彫刻はフランス人のPaul Lienhardによってデザインされ、イギリスのシンプソン（Simpson）で銑鉄を用い、ベルギーの工房で鍛造された。
基礎部は花崗岩でできており直径6m。噴水下部には四季を象徴する古代ギリシャ様式の女神のデザインが施され、噴水の上部には4人の裸の手をつないだ子供がデザインされ、平和と団結を表している。
1869年にホセ・バルタ（Don José Balta）の政府によってタクナ市に寄贈された。
噴水を中央にして花壇が整備されており、ベンチでゆっくりとする地元の人が多い。
チリとの戦争時、この装飾噴水の地下には地下道が掘られ、チリまで続いていた。
現在この地下道入り口にはアートショップが置かれており、タクナの手工芸品が売られている。

## 周辺施設
- 鉄道博物館 (タクナ)
- タクナ大聖堂
- タクナ・アーチ
- タクナ市民劇場
- タクナ歴史博物館
- タクナ公立図書館
- セラの家
- タクナ裁判所
- ブログネシ通り
- タクナ・鉄道公園